# パパ/ずれてるゥ!
『パパ/ずれてるゥ!』（原題: Taking Off）は、1971年のアメリカ映画。ミロス・フォアマンの米国移住後の監督第一作である。
カンヌ国際映画祭の審査員特別グランプリを受賞した。

## あらすじ
歌手になりたいジーニーはオーディション会場に行くため家族に無断で外出し、母親リンを心配させた。
妻から娘を探すよう頼まれたラリーはバーで酔っ払い、戻ってきたジーニーに暴力を振るったため、彼女は再び家出。
困り果てた夫妻は「家出少年少女の親の会」に参加し、他の参加者とともに若者の気持ちを知るべくマリファナを試した。
マリファナでおかしくなった二人が他の親とともにストリップ・ポーカーへ興じているところへ、ジーニーが家に帰ってきてしまい、大変なことになる。

## キャスト
| 役名                 | 俳優                       | 日本語吹替   |
| 役名                 | 俳優                       | テレビ東京版 |
| -------------------- | -------------------------- | ------------ |
| リン・タイン         | リン・カーリン             | 北浜晴子     |
| ラリー・タイン       | バック・ヘンリー           | 嶋俊介       |
| ジーニー・タイン     | リニア・ヒーコック         | 山田栄子     |
| マーゴット           | ジョージア・エンジェル     |              |
| トニー               | トニー・ハーヴェイ         |              |
| アン・ロックストン   | オードラ・リンドレイ       |              |
| ベン・ロックストン   | ポール・ベネディクト       |              |
| ヴィンセント         | ヴィンセント・スキャヴェリ |              |
| ノーマン             | アレン・ガーフィールド     |              |
| ボボ・ベイツ         | キャシー・ベイツ           |              |
| オーディションの歌手 | カーリー・サイモン         |              |
| オーディションの歌手 | ジェシカ・ハーパー         |              |
| 本人                 | アイク&ティナ・ターナー    |              |

- 日本語吹替：初回放送1982年4月1日『2時のロードショー』[3]※キングレコード発売のDVDに収録。

その他声の出演：寺島幹夫、石森達幸、鳳芳野、高橋ひろ子、片岡富枝

## その他
- 本作品はビートルズが1967年に発表した「シーズ・リーヴィング・ホーム」にインスパイアされて製作されたと言われている[4]。

- オーディションの場面で中心的に歌われる楽曲は、ザ・モンタナズが1970年に発表した "Let's Get a Little Sentimental"。なお同曲をエディ・シーゴーと共作したマイク・リーンダーは、上記「シーズ・リーヴィング・ホーム」のオーケストレーションをジョージ・マーティンの代わりに担当している。

- オーディションの場面では、キャシー・ベイツとカーリー・サイモンがそれぞれ自作の歌を披露している。また、無名時代のジェシカ・ハーパーも出演している。